# Salomon Bochner
Pour les articles homonymes, voir Bochner.
Salomon Bochner (20 août 1899 - 2 mai 1982) est un mathématicien américain d’origine austro-hongroise, connu pour ses travaux en analyse, en théorie des probabilités et en géométrie différentielle.

## Biographie
Salomon Chaim Bochner est né dans une famille juive de Podgórze (dans la région de Cracovie), alors en Autriche-Hongrie, maintenant située en Pologne, le fils de Joseph Saul (1873-1936) et Rude (1871-1957) née Haber. Il a une sœur plus jeune Fannie Feige (1902-1994).
Il commence ses études à Cracovie. De crainte d'une invasion russe de la Galicie au début de la Première Guerre mondiale en 1914, sa famille déménage en Allemagne, à la recherche d'un lieu sûr.
Bochner suit des études secondaires, à partir de 1915, au Konigstadtisch Oberrealschule de Berlin. En 1917, il est mobilisé dans l’armée Austro-Hongroise, jusqu’à l'armistice de novembre 1918.
Apres la guerre, il entre à l'université de Berlin. Là il devient élève de Erhard Schmidt, et publie un mémoire sur ce qui sera plus tard appelé le noyau de Bergman. Il présente sa thèse de doctorat en Mathématiques le 8 avril 1921, devant les professeurs Max Planck, Erhard Schmidt, Issai Schur et Alois Riehl.
Peu après, il quitte l'académie pour aider sa famille pour faire face à l'hyperinflation qui sévit alors.
Apres une absence de quelques années, il reçoit en 1924 une bourse de l'International Education Board Fellowship qui lui permet d’étudier avec Harald Bohr à Copenhague, et Hardy et Littlewood à Cambridge.
Il enseigne à l'université de Munich de 1927 à 1933. Parmi ses collègues a Munich, C. Carathéodory qu'il avait connu lors de ses études à l'université de Berlin, Oskar Perron, Heinrich Tietze, et Friedrich Hartogs.
Sa carrière académique en Allemagne prend fin lors de l'arrivée au pouvoir des nazis en 1933 et après un sejour de six mois à Cambridge, il accepte un poste de professeur assistant, offert par le professeur Solomon Lefschetz, à l'université de Princeton et il y restera jusqu’à sa retraite en 1968.
Son père Joseph Bochner décède à Berlin en 1936, et sa mère Rude quitte l'Allemagne pour la Grande Bretagne pour s'installer chez sa fille Fannie Rabinowicz à Londres.
Salomon Bochner se marie en 1937 avec Naomi Weinberg de Brooklyn. Ils auront une fille, Deborah Bochner Kennel. Il reçoit la nationalité américaine en 1938.
L’année suivante, il est nommé professeur associé à Princeton, puis professeur en 1947. Il devient titulaire de la chaire Henry Burchard Fine (en) en 1959.
Pendant cette période, il est aussi membre de l'Institute for Advanced Study (1945-1948), et professeur invité au département de Statistiques de l'Université de Berkeley (1952-1953).
A sa retraite de Princeton en 1968, il est nommé professeur titulaire de la chaire Edgar Odell Lovett à l'Université Rice, à Houston, jusqu’à son décès en 1982. Il est doyen du département de Mathématiques à Rice (1969-1976).
Naomi Bochner décède le 4 avril 1971, à Santa Monica. Salomon Bochner meurt le 2 mai 1982 à Houston.

## Travaux mathématiques
En 1925 Bochner commence à travailler sur les fonctions presque périodiques, simplifiant l'approche de Harald Bohr par l'utilisation de la compacité et de l'approximation de l'identité. En 1933 il définit l'intégrale de Bochner, comme elle est maintenant appelée, pour des fonctions à valeurs vectorielles. Le théorème de Bochner pour les transformées de Fourier paraît dans un livre de 1932. Les techniques employées lui sont propres, comme la dualité de Pontryagin puis la théorie de la représentation des groupes localement compacts développée les années suivantes.
Par la suite, il travaille sur les séries de Fourier multiples, posant la question de la moyenne de Bochner-Riesz (en). Ceci conduit à des résultats sur le comportement de la transformée de Fourier dans un espace euclidien sous l'action de rotations.
En géométrie différentielle, la formule de Bochner (en) sur la courbure a un grand impact. Un travail en collaboration avec Kentaro Yano (1912-1993) aboutit en 1953 sur le livre Curvature and Betti Numbers. L'impact fut large, sur le théorème de Kodaira, la théorie des représentations d'un groupe fini, les variétés spin. Bochner travaille aussi sur les fonctions complexes à plusieurs variables, obtenant notamment la formule de Bochner-Martinelli, et en écrivant le livre Several Complex Variables avec W. T. Martin en 1948.

## Distinctions et hommages
Salomon Bochner est élu à l'Académie nationale des sciences en 1950.
Il est, la même année, invité à donner une conférence au Congrès international des mathématiciens, à Cambridge (Massachusetts).
Il est vice président de l'American Mathematical Society (1957-58).
Il donne la principale conférence au symposium de 1971 de l'Association américaine pour l'avancement des sciences (AAAS), sur le sujet du « Rôle des Mathématiques dans le développement de la Science ».
Il reçoit en 1979 le premier Prix Leroy P. Steele de l'American Mathematical Society pour l' « ensemble d'une carrière ».